# 沃洛沃湖 (圖拉州)
53°33′15″N 38°01′39″E / 53.55417°N 38.02750°E
沃洛沃湖（俄语：Волово），是俄羅斯的湖泊，位於該國西部圖拉州，由沃洛沃區負責管轄，長0.35公里、寬0.25公里，平均水深2米，最大水深7米。